# Laga kraft
Laga kraft tillkommer en dom eller ett av myndighet givet beslut, när klagan inte kan föras genom vanliga rättsmedel.

## Laga kraft i Sverige
Är dom lagakraftvunnen, kan den vinnande alltid på exekutiv väg få den verkställd, vilket, innan laga kraft inträtt, endast undantagsvis medges.

### Allmänna domstolar
Domar i tingsrätt vinner laga kraft 3 veckor från domens datum  och i hovrätt 4 veckor från domens datum . Domar i Högsta domstolen vinner laga kraft samma dag de meddelas.

### Förvaltningsdomstolar
Domar i förvaltningsrätt och kammarrätt vinner ofta laga kraft 3 veckor från domens datum, i vissa fall 2 månader.
Domar i Högsta förvaltningsdomstolen vinner laga kraft samma dag de meddelas.

### Övriga myndigheter
Beslut av kommunfullmäktige eller annan förvaltningsinstans kan anses vinna laga kraft inom tre veckor efter det att protokoll över beslutet justerats, eftersom det efter denna tidpunkt ej är möjligt att överklaga beslutet till förvaltningsdomstol.
Vissa beslut som gått enskild emot vinner laga kraft tre veckor efter det den enskilde fått ta del av beslutet, om inte överklagande skett i tid.

## Fotnoter
1. ↑  ”3 kap. Utsökningsbalken”. https://lagen.nu/1981:774#K3. Läst 1 november 2020.
2. ↑  ”Att överklaga till hovrätten”. Sveriges Domstolar. 16 september 2019. https://www.domstol.se/amnen/overklaga-en-dom/overklaga-till-hovratten/att-overklaga-till-hovratten/. Läst 1 november 2020.
3. ↑  ”När får en hovrättsdom laga kraft?”. Lawline. 8 mars 2019. https://lawline.se/answers/nar-far-en-hovrattsdom-laga-kraft. Läst 1 november 2020.
4. ↑  ”Överklaga och begär prövningstillstånd”. Högsta domstolen. 23 juli 2020. https://www.domstol.se/hogsta-domstolen/om-handlaggningen/overklaga-och-begar-provningstillstand/. Läst 1 november 2020.
5. ↑  ”Att överklaga till kammarrätten”. Sveriges Domstolar. 16 september 2019. https://www.domstol.se/amnen/overklaga-en-dom/overklaga-till-kammarratten/att-overklaga-till-kammarratten/. Läst 15 oktober 2020.
6. ↑  ”När vinner kammarrättens dom laga kraft och kan domen ändras efter det?”. Lawline. 23 november 2018. https://lawline.se/answers/nar-vinner-kammarrattens-dom-laga-kraft-och-kan-domen-andras-efter-det. Läst 15 oktober 2020.
7. ↑  ”Om Högsta förvaltningsdomstolen: Frågor och svar”. Högsta förvaltningsdomstolen. 10 juli 2019. https://www.domstol.se/hogsta-forvaltningsdomstolen/om-hogsta-forvaltningsdomstolen/fragor-och-svar/. Läst 15 oktober 2020.
8. ↑  ”13 kap. 5§ Kommunallagen”. https://www.riksdagen.se/sv/dokument-lagar/dokument/svensk-forfattningssamling/kommunallag-2017725_sfs-2017-725#K13P5. Läst 1 november 2020.
9. ↑  ”§44 Förvaltningslagen”. https://www.riksdagen.se/sv/dokument-lagar/dokument/svensk-forfattningssamling/forvaltningslag-2017900_sfs-2017-900#P44. Läst 1 november 2020.